# Things We Want to Know
Things We Want to Know è un cortometraggio muto del 1915 diretto da Hay Plumb.

## Produzione
Il film fu prodotto dalla Hepworth.

## Distribuzione
Distribuito dalla Hepworth, il film - un cortometraggio di 198 metri - uscì nelle sale cinematografiche britanniche nel gennaio 1915.
Fu distrutto nel 1924 dallo stesso produttore, Cecil M. Hepworth. Fallito, in gravissime difficoltà finanziarie, Hepworth pensò in questo modo di poter almeno recuperare il nitrato d'argento della pellicola.